# Metodo di Boucherot
Il metodo di Boucherot, detto anche metodo delle potenze, consente in regime sinusoidale di tensione e corrente, di calcolare la potenza totale assorbita da un circuito elettrico che comprende più bipoli elettrici con fattori di potenza diversi, nonché l'intensità totale assorbita.
Questo metodo, sviluppato da Paul Boucherot, permette di effettuare i calcoli secondo un formalismo di tipo vettoriale, senza ricorrere alla rappresentazione di Fresnel, che diventa troppo pesante in presenza di numerosi bipoli.

## Teorema di Boucherot
Se un circuito contiene n componenti lineari, alimentati da una tensione sinusoidale, ciascuno dei quali assorbe una potenza attiva Pi e una potenza reattiva Qi, allora le potenze totali del circuito soddisfano:
{\displaystyle P_{T}=\sum _{i=1}^{n}P_{i}\quad {\text{e}}\quad Q_{T}=\sum _{i=1}^{n}Q_{i}}
La conservazione della potenza attiva è una forma della conservazione dell'energia e non dipende dalla frequenza. Al contrario, l'uguaglianza relativa alla potenza reattiva è valida solo se tutti gli elementi del circuito operano alla stessa frequenza.
Per quanto riguarda le potenze apparenti, si ha:
{\displaystyle S_{T}={\sqrt {P_{T}^{2}+Q_{T}^{2}}}}
Ma, in presenza di potenza deformante (frequenze diverse), si ha:
{\displaystyle S_{T}={\sqrt {P_{T}^{2}+Q_{T}^{2}}}}
dove:
{\displaystyle D_{T}\neq \sum _{i=1}^{n}D_{i}\qquad S_{T}\neq \sum _{i=1}^{n}S_{i}}

## Dimostrazione del teorema
Poiché due bipoli possono essere connessi solo in serie o in parallelo, si dimostrerà il teorema per entrambe le configurazioni.

### Connessione in serie
Siano n bipoli lineari connessi in serie. Ogni bipolo k ha un'impedenza:
{\displaystyle {\underline {Z_{k}}}=R_{k}+jX_{k}}
è attraversato da una corrente:
{\displaystyle {\underline {i}}={\sqrt {2}}I_{\text{eff}}e^{j(\varphi _{i}+\omega t)}}
e presenta una tensione ai capi:
{\displaystyle {\underline {u_{k}}}={\sqrt {2}}U_{k,{\text{eff}}}e^{j(\varphi _{u_{k}}+\omega t)}}
Dalla legge di Ohm e dalla legge delle maglie:
{\displaystyle {\underline {u}}=\sum _{k=1}^{n}{\underline {u_{k}}}={\underline {i}}\sum _{k=1}^{n}{\underline {Z_{k}}}}
Si ottiene:
{\displaystyle U_{\text{eff}}e^{j\varphi }=\sum _{k=1}^{n}R_{k}I_{\text{eff}}+j\sum _{k=1}^{n}X_{k}I_{\text{eff}}}
Separando parte reale e immaginaria:
{\displaystyle {\begin{cases}U_{\text{eff}}\cos(\varphi )=\sum _{k=1}^{n}R_{k}I_{\text{eff}}\\U_{\text{eff}}\sin(\varphi )=\sum _{k=1}^{n}X_{k}I_{\text{eff}}\end{cases}}}
Moltiplicando per {\displaystyle I_{\text{eff}}}:
{\displaystyle {\begin{cases}P_{T}=\sum _{k=1}^{n}P_{k}\\Q_{T}=\sum _{k=1}^{n}Q_{k}\end{cases}}}

### Connessione in parallelo
Siano n bipoli lineari connessi in parallelo. Ogni bipolo k ha un'impedenza:
{\displaystyle {\underline {Z_{k}}}=R_{k}+jX_{k}}
ed è percorso da una corrente:
{\displaystyle {\underline {i_{k}}}={\sqrt {2}}I_{k,{\text{eff}}}e^{j(\varphi _{i_{k}}+\omega t)}}
con una tensione ai capi comune:
{\displaystyle {\underline {u}}={\sqrt {2}}U_{\text{eff}}e^{j(\varphi _{u}+\omega t)}}
Dalla legge dei nodi e la legge di Ohm:
{\displaystyle {\underline {i}}=\sum _{k=1}^{n}{\underline {i_{k}}}={\underline {u}}\sum _{k=1}^{n}{\frac {1}{\underline {Z_{k}}}}={\underline {u}}\sum _{k=1}^{n}{\frac {R_{k}-jX_{k}}{R_{k}^{2}+X_{k}^{2}}}}
Pertanto:
{\displaystyle I_{\text{eff}}e^{-j\varphi }=\sum _{k=1}^{n}{\frac {R_{k}}{R_{k}^{2}+X_{k}^{2}}}U_{\text{eff}}-j\sum _{k=1}^{n}{\frac {X_{k}}{R_{k}^{2}+X_{k}^{2}}}U_{\text{eff}}}
Separando parte reale e immaginaria:
{\displaystyle {\begin{cases}I_{\text{eff}}\cos(\varphi )=\sum _{k=1}^{n}{\frac {R_{k}}{R_{k}^{2}+X_{k}^{2}}}U_{\text{eff}}\\I_{\text{eff}}\sin(\varphi )=\sum _{k=1}^{n}{\frac {X_{k}}{R_{k}^{2}+X_{k}^{2}}}U_{\text{eff}}\end{cases}}}
Moltiplicando per Ueff:
{\displaystyle {\begin{cases}P_{T}=\sum _{k=1}^{n}P_{k}\\Q_{T}=\sum _{k=1}^{n}Q_{k}\end{cases}}}

### Conclusione
Poiché le potenze attive e reattive si sommano sia nel caso di connessioni in serie che in parallelo, si conclude così la dimostrazione del teorema di Boucherot.